# ベルガリアード物語
『ベルガリアード物語』（ベルガリアードものがたり）は、アメリカの作家デイヴィッド・エディングスによって書かれたファンタジー小説である。
全5巻で構成。日本語訳は早川書房（ハヤカワ文庫FT）より発行されている。
世界に広がる各国の文化や生活様式が物語の随所にちりばめられ、独自の世界としての完成度は非常に高い。また、ウイットなユーモアに富んだセリフと、個性が強くRPGの要素（とくに役割分担）を持っている登場人物たちが魅力的である。
続編として『マロリオン物語』や、ベルガラスやポルガラの過去の話である『魔術師ベルガラス』『女魔術師ポルガラ』（日本語訳は同じく早川書房）、舞台となる世界の解説書「The Rivan Codex」（未訳）がある。

## ストーリー
主人公の少年・ガリオン（ベルガリオン）は、とある農園で『ポルおばさん』に普通の少年として育てられていた。時折おとずれる語り部『ミスター・ウルフ』は彼にさまざまな物語を語る。が、ある日突然、ガリオンは農園を離れ、長い旅路につくこととなる。
その道中でミスター・ウルフが魔術師ベルガラスであり、ポルおばさんが彼の娘ポルガラであることを知ることになる。ふたりは数千年の長きにわたって予言の成就のために、その魔術と智恵で世界を邪神トラクの脅威から守り続けてきたこと、旅の目的は、現在は王のいない国・リヴァにあったアルダーの珠（The Orb of Aldur）（クトラグ・ヤスカ、Cthrag Yaska）を取り戻すことであったことを知る。
鍛冶屋のダーニク、商人にして軽業師のシルクといった仲間たちとともに旅をすすめるうちに、彼は己の秘めた力に気づき、出生の謎を解き明かしていくことになる。そして、彼は神々が長らく待ち続けた光の子であることも、トラクと戦うという宿命も知る。「どうして僕なの?」という問いかけもむなしく旅は続き、ガリオンは光と闇の対決へ向かうこととなる……。

## タイトル
括弧内は原題
1. 予言の守護者（Pawn of Prophecy）訳者：宇佐川晶子、発行年：1982年（日本：1988年、2005年2月に再刊、ISBN 978-4-15-020380-1）
2. 蛇神の女王（Queen of Sorcery）訳者：佐藤ひろみ、発行年：1982年（日本：1988年、2005年3月に再刊、ISBN 978-4-15-020383-2）
3. 竜神の高僧（Magcian's Gambit）訳者：佐藤ひろみ、発行年：1983年（日本：1988年、2005年4月に再刊、ISBN 978-4-15-020386-3）
4. 魔術師の城塞（Casle of Wizardry）訳者：柿沼瑛子、発行年：1984年（日本：1988年、2005年5月に再刊、ISBN 978-4-15-020389-4）
5. 勝負の終わり（Enchantaer's End Game）訳者：柿沼瑛子、発行年：1984年（日本：1989年、2005年6月に再刊、ISBN 978-4-15-020391-7）

## 主要な登場人物

### 旅の仲間
※【】内は予言に登場する呼び名である。
ガリオン（Garion）：【選ばれし者】、【光の子】(Child of Light)
物語の主人公。後にベルガリオンの名を貰い受ける。センダリアにあるファルドー農園におばのポルと暮らす、どこにでもいる普通の皿洗いの少年だったが、ある夜、突然ポルおばさんたちと一緒に旅に出ることになる。旅の過程で彼は出生の秘密や己に秘められた能力、さらに、この先に待ち受ける大きな宿命に気づくことになる。
ベルガラス（Belgarath）：【永遠なる男】 (Eternal Man)
7000年もの時を生きる偉大なる魔術師。ガリオンからは『ミスター・ウルフ』と呼ばれる。神アルダーの弟子で、娘のポルガラや兄弟のベルディンたちとともに世界を邪神トラクの脅威から守ってきた。悠久の人生で培われてきた経験や知恵でガリオンや旅の仲間を『予言』に従って先導し、魔術で彼らを守っていく。
ポルガラ（Polgara）
ベルガラスの娘。3000年の時を生きる女魔術師。端整な顔立ちとプロポーションの持ち主。豊かな黒髪の持ち主だが、額の左の生え際のひと房だけが雪のように白い。料理と医術と魔術でガリオンたちをサポートする母親的存在。終盤では、《光と闇の対決》の行く末を左右する物語の『鍵』となる。
セ・ネドラ（Ce'Nedra）：【世界の女王】(Queen of the World)
トルネドラ帝国の王女。皇帝ラン・ボルーン23世のたったひとりの娘。今は亡き母がそうであったように、彼女も木の精霊ドリュアドである。皇帝の唯一の子供であるせいか、温室育ちのわがまま娘に育った。トルネドラから家庭教師のジーバースとともにひっそりと家出する。ジーバースが逃げ出したおかげで、そのままガリオンの旅の仲間となる。ガリオンとはケンカばかりするが……。
ダーニク（Durnik）：【二つの命を持つ男】(Man with Two Lives)
ファルドー農園に住む鍛冶屋。センダリア人。実直主義で心優しい善人。その性格と手先の器用さをベルガラスに買われて、最初からガリオンの旅の仲間になる。善人だけに倫理観が徹底しており、殺人や淫らな印象を与える風俗は頑として受け入れない。ポルガラに恋心を抱いており、甥であるガリオンや彼女を懸命に守ろうとする。
バラク（Barak）：【恐ろしい熊】 (Dreadful Bear)
チェレク人。チェレク王アンヘグのいとこ。トレルハイム卿の称号を持つ。怪力で剣術に長けている。原因不明の衝動で熊に変貌することがある。妻メレルとの間にふたりの娘がいるが、妻との仲は冷え切っている。戦闘でガリオンたちをサポートし、彼に剣術を教える。ある出来事を契機に、妻との仲に変化が訪れる。
シルク（Silk）：【案内人】(Guide)
ドラスニア人。『シルク』とはあだ名。本名はケルダー王子。ドラスニア王ローダーの甥で、密偵として影で活躍している。小柄でイタチのようなネズミのような顔つきをしており、『コトゥのアンバー』、『ボクトールのラデク』という別の顔も持っている。短剣が主な武器で、素手での格闘も得意とする。
レルドリン（Lelldorin）：【弓師】(Archer)
アレンディアに住むアスター人。アスターの銘家ワイルダンター家の出身。弓の達人で狙いを絶対にはずさない。ガリオンと年が近いことから、すぐに親友になる。単純明快で熱血漢で向こう見ずな性格が災いして、あちこちで様々なトラブルを巻き起こす。怪物アルグロスとの戦いで重傷を負い、最も早く戦線離脱するが……。
マンドラレン（Mandorallen）：【護衛の騎士】(Knight Protector)
アレンディアに住むミンブル人。ボー・マンドール卿。槍を持たせたら誰もかなわない、ミンブル人最強の騎士。戦いを好む根っからの騎士で、身にまとう甲冑なみに堅苦しい言葉を使い、のちにセ・ネドラ専属の騎士となる。バラク、ヘターとともに戦闘の前線に立つ。実は、叶わぬ悲恋の真っ只中にいる。
ヘター（Hettar）：【馬の首長】 (Horse Lord)
アルガリア人。アルガリアの族長チョ・ハグの養子。アルガリア社会では存在自体が『大変な名誉』な、馬と心を通わせることのできるシャ・ダリムである。幼い頃に目の前で両親をマーゴ人に惨殺されたことがきっかけで、マーゴ人を激しく憎み、積極的に彼らを殺すようになった。サーベルを巧みに操って敵を倒す。
レルグ（Relg）：【盲目の男】 (Blind Man)
ウルゴ人。神ウルの教えにとことん従う狂信者。地底に住んでいるため目が光に弱い反面、肉体を岩と同化させる特異体質の持ち主。最初、自分が次期ゴリム（＝ウルゴランドの統治者）を導く者だと勘違いし、人々に傲慢な態度をとっていたが、ウルに諭されて旅の仲間になる。肉体的接触を強く拒み、人生は罪をあがなうためにあると考えているが……。
タイバ（Taiba）：【絶えた種族の母】(Mother of the Race that Died)
トルネドラ人の襲撃によって絶滅したと思われたマラゴー人の（確認できる限り）唯一の生き残り。ラク・クトルの牢獄に幽閉されていた『永遠の奴隷』。ラク・クトルの崩壊からレルグによって救われる。以後、彼とは人生や罪や快楽について口論ばかりするが、なぜか彼から離れられないと感じるようになってしまう。
エランド（Errand）：【珠かつぎ】(Bearer Of The Orb)
出自不明の謎の少年。《アルダーの珠》を盗んだ真犯人だが、それを『使命（＝エランド）』だと指示したのはゼダーであった。ラク・クトルのクトゥーチクのもとで《アルダーの珠》とともに保護されていたが、ラク・クトルの崩壊の際、ガリオンによって助けられる。リヴァの王以外に《アルダーの珠》に触れることのできる、純粋無垢な少年。語彙が非常に乏しい。

### 敵
アシャラク（Asharak）
ガリオンを執拗に追いかけるグロリム。本名はチャンダーと言い、クトゥーチクの部下である。ガリオンの両親の仇。
ブリル（Brill）
独立した小作人の代わりにファルドー農園にやって来た無愛想な男。本名はコルドッチといい、クトル・マーゴスに拠点を持つ暗殺者集団ダガシに属するプロの暗殺者。
クトゥーチク（Ctuchik）
ゼダー、ウルヴォンと並ぶ『トラク三大弟子』のひとり。高僧グロリム。クトル・マーゴスのラク・クトルの神殿に居を構える。ベルガラスと魔術による死闘を繰り広げるが……。
ナチャク（Nachak）
クトル・マーゴスから来たアレンディアの大使。ひそかにアレンディアの王コロダリンを暗殺する計画をレルドリンたちに持ちかけていた。
ゼダー（Zedar）
『トラク三大弟子』のひとり。かつてはベルガラスと同じアルダー神の弟子で、ベルゼダーの名を貰い受けていたが、師と兄弟を裏切る。少年エランドを使ってリヴァから《アルダーの珠》を盗んだ。物語の終盤でポルガラにアルダーを裏切った理由を語る。そして、ベルガラスによって世界の終焉まで続く苦しみを与えられることとなる。

### その他の魔術師たち
ベルディン（Beldin）
ベルガラスの『兄弟』にして、アルダーの弟子のひとり。みずぼらしくて汚い格好をした細身の男で、背中に大きなこぶがある。口は悪いが完璧主義で、魔術の腕前は相当なもの。動物に変身する際は、青色の縞の鷹の姿を好む。物語の後半以降、魔術や知恵でガリオンたちを影から支援する。
ベルキラとベルティラ（Belkira & Beltira）
ベルガラスの『兄弟』にして、アルダーの弟子。双子の魔術師。精神的にも深くつながり合っているためか、《アルダー谷》にそれぞれ塔を持っているものの、塔の形はほぼ同じで、間に橋がかけてある。ふたりで息の合った物言いをする。ベルディンと同じく、物語の中盤から終盤にかけて、魔術や知恵でガリオン一行を支える。

### 神々
アルダー（Aldur）
人間を創造した神のなかで、唯一自身の民を持たなかった神。兄弟のなかでは最年長である。民を持つ代わりに、《言葉》と《意志》の力を若者たちに教え、ベルガラスをはじめとする魔術師を育て上げた。また、自分たちの創造物の研究に没頭するなか、川原の石を転がし、光の運命を秘めた《アルダーの珠》を創造した。この《珠》の存在が物語のキーとなる。
ベラー（Belar）
アローン人の神。シンボルとなる動物は熊。兄弟のなかで最も若い。兄アルダーと結託してトラクから《アルダーの珠》を奪還すべく、民を治めていた王族にトラクのいるマロリーに行くよう命じた。のちに《アルダーの珠》の守護者となったリヴァ王国の祖《鉄拳》リヴァのために、空からふたつの星を降らせた。リヴァはこの星で巨大な剣を作り、柄頭に《アルダーの珠》をはめこんだ。
※アローン人はのちに、リヴァ人・チェレク人・ドラスニア人・アルガリア人に分化する。
チャルダン（Chaldan）
アレンド人の神。シンボルとなる動物は雄牛。
※アレンド人はのちに、アスター人・ミンブル人・ワキューン人に分化し、民族紛争が激しくなる。そのうちワキューン人支配階層の殆どは彼らの都とともに滅び、残った者はセンダリア人に同化する。
イサ（Issa）
ニーサ人の神。シンボルとなる動物は蛇。非常に怠惰な性格で、長いこと眠り続けていた。彼に仕えていた巫女サルミスラを寵愛していたが、数千年ぶりに覚醒した彼が直面した現実はあまりにも悲しいものだった。
ネドラ（Nedra）
トルネドラ人の神。シンボルとなる動物は獅子。強欲で駆け引きを好む。その性格は商売と金が大好きな民にも反映されている。自身の民がマラゴー人を虐殺したことを知った彼は、罰としてマー・テリンの修道士たちにマラゴー人の魂を慰め、無事に昇天させる使命を与えた。
マラ（Mara）
マラゴー人の神。シンボルとなる動物は蝙蝠。兄弟ネドラの民・トルネドラ人によって自身の民が滅ぼされたことを嘆き、数千年たった今もマー・アモンの遺跡で民の亡霊たちの亡骸を抱いて慟哭する日々を送る。トルネドラ人を激しく憎むが、やがて【絶えた種族の母】タイバの存在を知ることとなる。
トラク（Torak）
アンガラク人の神。シンボルとなる動物は竜。この物語における【闇の子】で、『アンガラクの竜神』『隻眼の邪神』と人間から恐れられている。兄アルダーから《アルダーの珠》を盗み、それを取り戻すべく兄弟や彼らが率いる人間と戦争を起こした際、《アルダーの珠》を天にかかげ、大陸を東と西に二分した。その結果、《珠》が発した青い炎により、《珠》をかかげ持っていた左腕と顔の左半分を火傷で激しく損傷し、《珠》を見つめていた左目を失った。現在は東方大陸のどこかで深い眠りについている。
※のちにアンガラク人はマロリー人・ナドラク人・タール人・マーゴ人に分けられた。
ウル（UL）
神々の父。ウルゴ人の神。世界の創造に唯一加わらなかった。ゴリムという男の長時間にわたる祈りと忍耐に心を動かされ、息子たちから見捨てられた人間の一部の神になった。

## 国家

### アローン人国家
元々はアローン人全体がアロリアというひとつの国家を形成していたが、《アルダーの珠》奪回後、その守護のためには国家を複数に分割し、それぞれの利点を活かすべきという時の王《熊の背》チェレクの判断により下記4つの国家になったいきさつを持つ。
※神：熊神ベラー
リヴァ、風の島（The Isle of the Winds,Riva）
リヴァ人の住む国。創始者はチェレクの末息子《鉄拳》リヴァ。《アルダーの珠》を守護する要塞国家。国旗の意匠は剣。
西方諸国の北西海上にある「風の島」を領土とする。首都は城塞都市リヴァで、ほかに大規模な都市は存在しない。
ニーサによる王族暗殺以後国王は長く不在が続いており、現在の統治者はリヴァの《番人》ブランド。
チェレク（Cherek）
チェレク人の住む国。創始者はアロリアの王《熊の背》チェレク。海洋国家。
西方諸国の北西部にあり、国土は山がち。首都はヴァル・アローン。
現在の統治者はアンヘグ王。バラクは彼の従兄弟である。
ドラスニア（Drasnia）
ドラスニア人の住む国。創始者はチェレクの長男《猪首》ドラス。密偵国家。国旗の意匠はトナカイ。
西方諸国の北部にあり、国土の多くを湿原が占める。首都はボクトール。
現在の統治者はローダー王。シルクはこの国の王子である。
アルガリア（Algaria）
アルガリア人の住む国。創始者はチェレクの次男《俊足》アルガー。遊牧国家。国旗の意匠は馬。
西方諸国の中部にある。国土のほとんどが草原で、国民も大半が牧による牧畜に従事している。そのため町といえる存在は皆無だが「砦」とよばれる建造物が首都と王宮の代わりになっている。アルダー神とその弟子の魔術師達が根拠とする「アルダー谷」はアルガリアの一部である。
現在の統治者は族長チョ・ハグ。ヘターは彼の養子である。

### その他西方諸国
センダリア（神：すべての神）
諸民族の混血であるセンダリア人が住む王国。農業国家。国旗は緑地に麦の束を意匠としている。
西方諸国の中西部にある。古くはアレンディアの一部でワキューン人の勢力下にあったが、その滅亡後独立（トルネドラの意図によるといわれる） 。
首都はセンダールで、ほかにも農作物の集散地として都市が点在する。
現在の統治者はフルラク王。メダリア近郊のファルドー農園はガリオンの育った故郷であり、ダーニクも鍛冶屋として働いていた。
ウルゴランド（Ulgoland）（神：ウル）
ウルゴ人が住む国。地下国家。
西方諸国ほぼ中部の山岳地帯で山脈地下の広大な洞窟「プロルグ」がウルゴ人の居住地。
神を持たぬ民からゴリムという人物が探索の末ウル神の庇護を得、彼に従った民がウルゴ人という民族となった。
上記の経緯から統率者は代々建国者の名前である『ゴリム』を名乗る習慣がある。レルグはこの国の住人で、次期ゴリムの父親である。
アレンディア（Arendia）（神：雄牛神チャルダン）
アレンド人（アスター人・ミンブル人）が住む国。貴族国家。
西方諸国の西部にある。国土はほとんどが森林で、その中に内戦で廃墟となった都市が多く点在する。首都はボー・ミンブル。
アレンド人内部での民族間対立と内戦が続き、ワキューン人は滅亡、ミンブレイト人とアスター人も長年対立が続いていたが、ベルガラスの介入により時の統治者コロダリンとマヤセラーナが結婚することで分裂をまぬがれた経緯がある。
上記のため、代々、王は『コロダリン』、王妃は『マヤセラーナ』と名乗る習慣があり、共同統治という形をとっている。レルドリン（アスター人）とマンドラレン（ミンブル人）の故郷。農奴制社会。
トルネドラ（神：獅子神ネドラ）
トルネドラ人が住む帝国。商業国家で絶大な財力を誇るが強力な軍団も持ち、協約により西方の街道を守護している。
西方諸国の中南部にある。首都はトル・ホネスで、その他有力貴族の根拠が大都市として存在する。
現在の統治者は皇帝ラン・ボルーン23世。セ・ネドラはラン・ボルーン23世のたったひとりの愛娘。
マラゴー（Maragor）（神：蝙蝠神マラ）
マラグ人が住んでいた国家。現在のトルネドラ南東部に位置していた。
膨大な量の黄金を産出・埋蔵していたため、それを狙ったトルネドラ帝国が「人食いを行っている（宗教的理由である）」ことを口実に侵攻。マラグ人は絶滅の憂き目にあい、物語開始時点ではほぼ無人の領域と化していた（このためマラ神はトルネドラ人を激しく憎悪している）。
理由は不明だが、女子の出生率が男子の8,9倍に上っており、独特の社会制度を持っていた。タイバはたった一人の生き残りのマラグ人だが……?
ニーサ（Nyssia）（神：蛇神イサ）
ニーサ人が住む国。麻薬国家。
西方諸国の中では最南部にあり、国土のほとんどを熱帯林が占めている。首都は「蛇の河」沿いにあるスシス・トールで、他に都市と呼べるほどの町はない。
創始者はイサに仕えた巫女・サルミスラ（初代）。歴代の統治者は全員『サルミスラ』を名乗る。十人程度の女の子供を「サルミスラ」候補として寸分たがわぬ容貌になるよう教育し、そのなかから後継者が選ばれるという習慣がある。

### アンガラク人国家
アンガラク人はトラク神の庇護のもと、西の大陸の東半分と、東の大陸北部にわたる広大な領域を支配し、他民族を統合しても対抗しえない強大な軍事力を誇っている。
内部は民族というよりは職能階級に基づいて5つに分かれており、神官であるグロリム人を除き、それぞれが国家を形成している。
※神：竜神トラク
クトル・マーゴス（Cthol Murgos）
マーゴ人の住む国。マーゴ人は元来のアンガラク人の階級では「戦士」である。
西の大陸東部の中～南部を支配し、西方諸国では最大の領土を誇る。首都はラク・ゴスカだが、魔術師クトゥーチクの根拠地ラク・クトルや、軍事上の中心地ラク・ハガ等の重要都市も存在する。
アルガリアと国境を接し、侵入して家畜泥棒をはじめとした略奪・殺傷・破壊などの悪事をはたらいているため、アルガリア人の憎悪の対象となっている。
現在の統治者はタウル・ウルガス王。
ミシュラク・アク・タール
タール人の住む国。タール人は元来のアンガラク人の階級では「農民」であるが、マーゴ人からは奴隷扱いされており、アンガラク人の義務であるトラクへの生贄（人身御供）に供されるなど虐待を受けている。
西の大陸東部、クトル・マーゴスの北に位置する。首都はタール・ゼリク。
現在の統治者はゲゼール王。
ガール・オグ・ナドラク（Gar og Nadrak）
ナドラク人の住む国。ナドラク人は元来のアンガラク人の階級では「町人」である。
西の大陸の北東部にある。首都はヤー・ナドラク。
ドラスニアと国境を接し、宿敵であるはずのアローン人の一派ドラスニア人との間には、ライバルめいた奇妙な友情がある。逆に同族であるはずのマーゴ人には激しい憎しみを持っている。
現在の統治者はドロスタ・レク・タン王。シルクのパートナー・ヤーブレックはこの国出身の商人である。
マロリー
マロリー人の住む国。
西方諸国とは「東の海」をはさんだ東の大陸北西部にあり、アンガラク人の中でも最大の人口・領域を持つ。首都はマル・ゼス。領土の最北西にはトラク神の眠る【終わりなき夜の都】クトル・ミシュラクがある
現在の統治者は皇帝ザカーズ。元来マーゴ人とは不仲だが、ザカーズの個人的な理由により近年はさらに敵対的になっている。 
※グロリムはアンガラク人の祭祀階級であり、すべてのアンガラク国家に住む。その宗教活動はトラクに奉げる人身御供が中心であり、トラクの死後もなお続いているため、他のアンガラク人に恐れ嫌われている。
グロリムの中にはトラクの指示により「猟犬」に姿を変えた者もおり、現在でもその姿のままクトル・ミシュラクの護衛などの任についている。彼らのうち、再び人間に姿を戻した者は「チャンディム」と呼称され、グロリムの中でも差別されている。
神を持たない民族
モリンド人
ガール・オグ・ナドラクの北にそびえる山脈の北側に住む民族。悪魔崇拝国家。種族単位で生活しているため、特定の統治者はいない。